# Rützenreuth
Rützenreuth ist ein Gemeindeteil des Marktes Presseck im Landkreis Kulmbach (Oberfranken, Bayern). Rützenreuth liegt in der Gemarkung Schlackenreuth.

## Geografie
Das Dorf liegt am Südhang der Höhe (677 m ü. NHN) nördlich vom Schlackenmühlbach, einem rechten Zufluss des Großen Rehbachs. Eine Gemeindeverbindungsstraße führt nach Wahl zur Staatsstraße 2195 (1,4 km nordöstlich) bzw. nach Schlackenreuth (1,5 km südwestlich).

## Geschichte
Wulfing von Stubenberg, der von 1304 bis 1318 Bischof von Bamberg war, übergab Nicolaus von der Grün Rützenreuth mit weiteren Dörfern als Burghut.
Gegen Ende des 18. Jahrhunderts bestand Rützenreuth aus 9 Anwesen (4 Höfe, 4 Güter, 1 Tropfhaus). Das Hochgericht sowie die Grundherrschaft übte die Herrschaft Wildenstein aus.
Mit dem Gemeindeedikt wurde Rützenreuth dem 1808 gebildeten Steuerdistrikt Enchenreuth und der 1818 gebildeten Ruralgemeinde Schlackenreuth zugewiesen. Am 1. Januar 1972 wurde Rützenreuth im Rahmen der Gebietsreform in Bayern in die Gemeinde Presseck eingegliedert.

### Baudenkmäler
- Haus Nr. 10: Wohnstallhaus

- Haus Nr. 4: Eingeschossiges, verputzt massives Kleinhaus mit Halbwalmdach, drei zu fünf Achsen, Giebeltrapez verschiefert; Scheitelstein über Haustür bezeichnet „1833 No 4“.[9] Das Haus listete Karl-Ludwig Lippert in dem Buch Landkreis Stadtsteinach von 1964 als Kunstdenkmal auf. Es ist in der Denkmalschutzliste nicht aufgeführt, da es entweder nicht aufgenommen, abgebrochen oder stark verändert wurde.

### Einwohnerentwicklung
| Jahr      | 001818 | 001819 | 001861 | 001871 | 001885 | 001900 | 001925 | 001950 | 001961 | 001970 | 001987 |
| Einwohner |        | 60     | 91     | 92     | 96     | 74     | 65     | 74     | 51     | 41     | 31     |
| Häuser    | 9      |        |        |        | 11     | 11     | 11     | 11     | 11     |        | 11     |
| Quelle    | [ 7 ]  | [ 11 ] | [ 12 ] | [ 13 ] | [ 14 ] | [ 15 ] | [ 16 ] | [ 17 ] | [ 18 ] | [ 19 ] | [ 1 ]  |

## Religion
Rützenreuth ist seit der Reformation evangelisch-lutherisch geprägt und nach Heilige Dreifaltigkeit (Presseck) gepfarrt.